# Sacra conversazione (Cima da Conegliano)
La Sacra Conversazione (Madonna col Bambino in trono circondato da frati e devoti in preghiera, con i santi Sebastiano, Giovanni Battista, Maria Maddalena e Rocco) è un dipinto a olio su tavola (301x211 cm) di Cima da Conegliano, databile al 1490 conservato presso la Pinacoteca di Brera a Milano. Il pittore ha voluto valorizzare il dipinto accostando colori caldi a colori più freddi.